# Palystes hoehneli
Palystes hoehneli là một loài nhện trong họ Sparassidae.
Loài này thuộc chi Palystes. Palystes hoehneli được Eugène Simon miêu tả năm 1890.